# Esenbeckia suturalis
Esenbeckia suturalis är en tvåvingeart som först beskrevs av Camillo Rondani 1848.  Esenbeckia suturalis ingår i släktet Esenbeckia och familjen bromsar. Inga underarter finns listade i Catalogue of Life.